# Madeha al-Ajroush
Madeha al-Ajroush est une féministe saoudienne, militante pour les droits des femmes, psychologue et photographe.
Une des premières à manifester en 1990 pour le droit de conduire, elle est considérée comme une « figure historique du féminisme en Arabie saoudite » et prend en 2011 la tête du mouvement Women2drive. De 1990 à 2018, elle est arrêtée à plusieurs reprises par les autorités saoudiennes, mais obtient finalement gain de cause sur le droit de conduire pour les femmes.

## Militantisme pour les droits des femmes

### Première manifestation en 1990 pour le droit de conduire
En 1990, Madeha al-Ajroush est une des premières à participer aux manifestations de femmes saoudiennes contre l'interdiction faite aux femmes de conduire et devient une « figure historique de la lutte féministe en Arabie saoudite »,. À la suite de ces actions, Madeha al-Ajroush est arrêtée, perd son travail, et son passeport est confisqué,,. Pendant que la première guerre du Golfe se déroule au Koweït voisin, elle et les autres femmes saoudiennes voient que des femmes soldats américaines conduisent, ce qui les motive à réclamer les mêmes droits. En guise de punition supplémentaire pour les manifestations auxquelles elle participe, les négatifs photographiques qu'elle a créés pendant 15 ans sont brûlés par les autorités saoudiennes.

### Prend la tête du mouvementWomen2drive
Madeha al-Ajroush prend en 2011 la tête du mouvement Women2drive. Elle déclare rétrospectivement en 2013 au Telegraph qu'elle était « absolument terrifiée » lors du début de son action en 1990, et qu'il n'y avait à l'époque aucun réseau social pour faire connaître son action et celle des autres militantes, et les protéger.

### Nouvelle arrestation en 2018
Entre le 15 et le 18 mai 2018, elle est de nouveau arrêtée par les autorités saoudiennes, en même temps que les militantes Loujain al-Hathloul, Iman al-Nafjan, Aziza al-Yousef, Aisha al-Mana et deux hommes également engagés dans la campagne pour les droits des femmes,,. L'organisation non gouvernementale internationale Human Rights Watch interprète l'arrestation de Madeha al-Ajroush et des autres militants comme ayant pour but d'intimider « toute personne exprimant son scepticisme quant au programme des droits du prince héritier ». Les autorités saoudiennes accusent les militants arrêtés d'avoir des « contacts suspects avec des partis étrangers », de fournir un soutien financier à des « éléments hostiles à l'étranger » et de recruter des fonctionnaires.

### Obtention du droit de conduire, libération
Selon The Independent, ces arrestations interviennent seulement six semaines avant que l'Arabie Saoudite ne lève la seule interdiction au monde faite aux femmes de conduire.
Madeha al Ajroush et Aisha al Mana sont libérées au bout de quelques jours, pendant que plusieurs autres militants sont encore détenus.